# Butylselenomercaptan
Butylselenomercaptan ist eine organische chemische Verbindung des Selens und das Selenanalogon des Butanols.

## Gewinnung und Darstellung
Butylselenomercaptan lässt sich durch Reaktion von Natriumhydrogenselenid-Lösung mit Butylchlorid oder -bromid gewinnen.
{\displaystyle \mathrm {NaSeH+BuBr\longrightarrow BuSeH+NaBr} }

## Eigenschaften
Butylselenomercaptan ist eine äußerst übelriechende Flüssigkeit. Der Geruch erinnert an eine Kombination aus verfaulendem Kohl, Knoblauch, Zwiebeln, verbranntem Toast und Faulgas. Wie fast alle Thiole und Selenole reagiert Butylselenol als sehr schwache Säure.